# الحنكة (حالمين)

تعديل مصدري - تعديل

الحنكة هي إحدى قرى عزلة حبيل الريدة بمديرية حالمين التابعة لمحافظة لحج، بلغ تعداد سكانها 221 نسمة حسب تعداد اليمن لعام 2004.